# Antonio Capdevilla Ferrando
Antonio Capdevilla Ferrando CM (* 2. Dezember 1900 in Bellpuig; † 12. August 1962 in San Pedro Sula, Honduras) war ein spanischer römisch-katholischer Ordensgeistlicher und Apostolischer Vikar von San Pedro Sula.

## Leben
Antonio Capdevilla Ferrando trat der Ordensgemeinschaft der Lazaristen bei und empfing am 5. April 1924 das Sakrament der Priesterweihe.
Am 24. März 1953 ernannte ihn Papst Pius XI. zum Titularbischof von Zoara und zum Apostolischen Vikar von San Pedro Sula. Der Erzbischof von Tegucigalpa, José de la Cruz Turcios y Barahona SDB, spendete ihm am 19. Juli desselben Jahres die Bischofsweihe; Mitkonsekratoren waren der Apostolische Vikar von Limón, Johann Paul Odendahl Metz CM, und der Bischof von Santa Rosa de Copán, Carlos Luis Geromini.